# District de la Broye-Vully
Pour les articles homonymes, voir Broye et Vully.
Le district de la Broye-Vully est l'un des dix districts du canton de Vaud, dont le chef-lieu est Payerne.

## Formation
Il fait partie des nouveaux districts créés lors de la réorganisation cantonale du 1er janvier 2008. Il est formé de la totalité des communes des anciens districts d'Avenches et de Payerne, plus quelques-unes venant des anciens districts de Moudon (Brenles, Bussy-sur-Moudon, Chavannes-sur-Moudon, Chesalles-sur-Moudon, Cremin, Curtilles, Dompierre, Forel-sur-Lucens, Hermenches, Lovatens, Lucens, Moudon, Oulens-sur-Lucens, Prévonloup, Rossenges, Sarzens, Syens, Villars-le-Comte et Vucherens) et d'Oron (Carrouge, Corcelles-le-Jorat, Ropraz et Vulliens).
Le 1er juillet 2011, les communes de Bellerive, Chabrey, Constantine, Montmagny, Mur, Vallamand et Villars-le-Grand fusionnent pour former la nouvelle commune de Vully-les-Lacs.

## Préfets
La préfecture du district est administrée par un seul préfet.
- du 1er janvier 2008 au 31 mai 2011 : André Cornamusaz ;
- depuis le 1er juin 2011, Olivier Piccard.

## Liste des communes
Voici la liste des communes composant le district avec, pour chacune, sa population.
| Nom                    | N° OFS | Population (décembre 2022) |
| ---------------------- | ------ | -------------------------- |
| Avenches               | 5451   | +004 685,                  |
| Bussy-sur-Moudon       | 5663   | +000246,                   |
| Champtauroz            | 5812   | +000169,                   |
| Chavannes-sur-Moudon   | 5665   | +000218,                   |
| Chevroux               | 5813   | +000519,                   |
| Corcelles-le-Jorat     | 5785   | +000483,                   |
| Corcelles-près-Payerne | 5816   | +002 844,                  |
| Cudrefin               | 5456   | +001 875,                  |
| Curtilles              | 5669   | +000290,                   |
| Dompierre              | 5671   | +000248,                   |
| Faoug                  | 5458   | +000907,                   |
| Grandcour              | 5817   | +001 000,                  |
| Henniez                | 5819   | +000412,                   |
| Hermenches             | 5673   | +000371,                   |
| Lovatens               | 5674   | +000143,                   |
| Lucens                 | 5675   | +004 414,                  |
| Missy                  | 5821   | +000387,                   |
| Moudon                 | 5678   | +006 124,                  |
| Payerne                | 5822   | +010 342,                  |
| Prévonloup             | 5683   | +000220,                   |
| Ropraz                 | 5798   | +000527,                   |
| Rossenges              | 5684   | +0 00092,                  |
| Syens                  | 5688   | +000163,                   |
| Trey                   | 5827   | +000300,                   |
| Treytorrens            | 5828   | +000105,                   |
| Valbroye               | 5831   | +003 362,                  |
| Villars-le-Comte       | 5690   | +000138,                   |
| Villarzel              | 5830   | +000487,                   |
| Vucherens              | 5692   | +000635,                   |
| Vulliens               | 5803   | +000633,                   |
| Vully-les-Lacs         | 5464   | +003 528,                  |
| Total                  | Total  | +045 867,                  |

## Sources
- (de) Cet article est partiellement ou en totalité issu de l’article de Wikipédia en allemand intitulé « Broye-Vully (Bezirk) » (voir la liste des auteurs).